# Poil
Poil ist eine französische Gemeinde mit 151 Einwohnern (Stand 1. Januar 2022) im Département Nièvre in der Region Bourgogne-Franche-Comté (vor 2016 Bourgogne). Sie gehört zum Arrondissement Château-Chinon (Ville) und zum Kanton Luzy. Die Einwohner werden Pictiens genannt.

## Geographie
Poil liegt etwa 70 Kilometer ostsüdöstlich von Nevers am Rande des Morvan. An der nordöstlichen Gemeindegrenze verläuft das Flüsschen Braconne. Umgeben wird Poil von den Nachbargemeinden Larochemillay im Norden und Westen, Saint-Léger-sous-Beuvray im Norden und Nordosten, La Comelle im Osten, Saint-Didier-sur-Arroux im Süden und Südosten sowie Millay im Südwesten.

## Bevölkerungsentwicklung
| Jahr                       | 1962 | 1968 | 1975 | 1982 | 1990 | 1999 | 2006 | 2011 | 2016 |
| -------------------------- | ---- | ---- | ---- | ---- | ---- | ---- | ---- | ---- | ---- |
| Einwohner                  | 366  | 302  | 241  | 228  | 206  | 189  | 156  | 154  | 140  |
| Quellen: Cassini und INSEE |      |      |      |      |      |      |      |      |      |

## Sehenswürdigkeiten
- Oppidum Bibracte
- Kirche Saint-Romain aus dem 16. Jahrhundert, Umbauten aus dem 19. Jahrhundert
- Schloss Concley aus dem 18. Jahrhundert
- Schloss Ettevaux aus dem 18. Jahrhundert
- Schloss Mousseau aus dem 16. Jahrhundert
- Schloss Pierrefitte
- Schloss Thil aus dem 15. Jahrhundert
- Schloss Villette aus dem 18. Jahrhundert

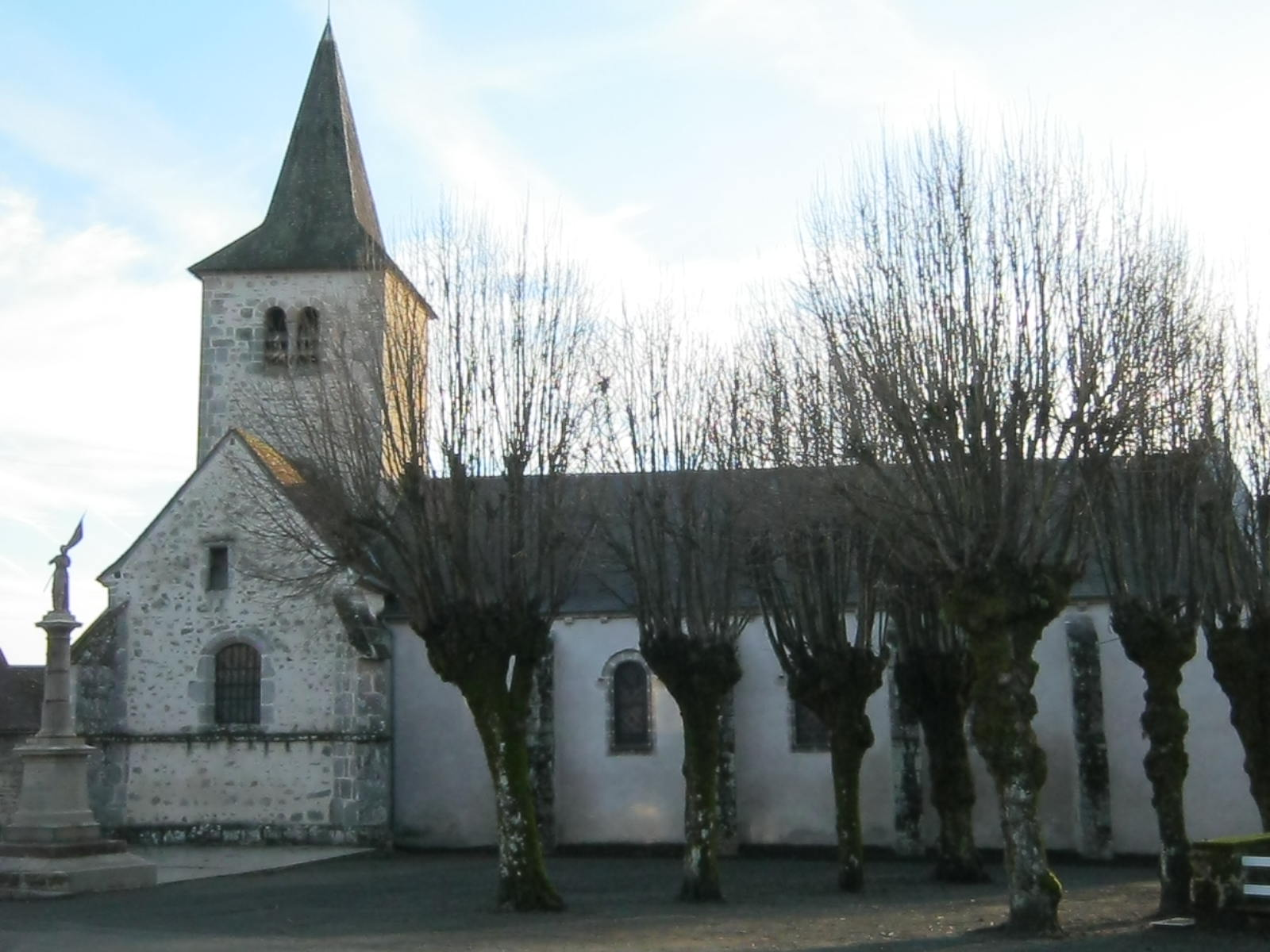
Kirche Saint-Romain
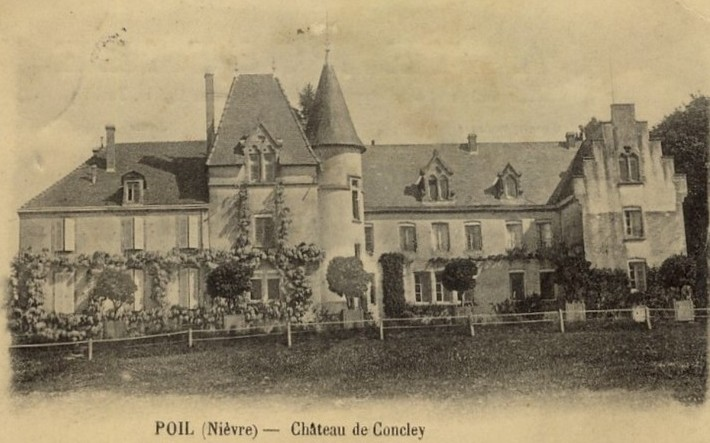
Schloss Concley
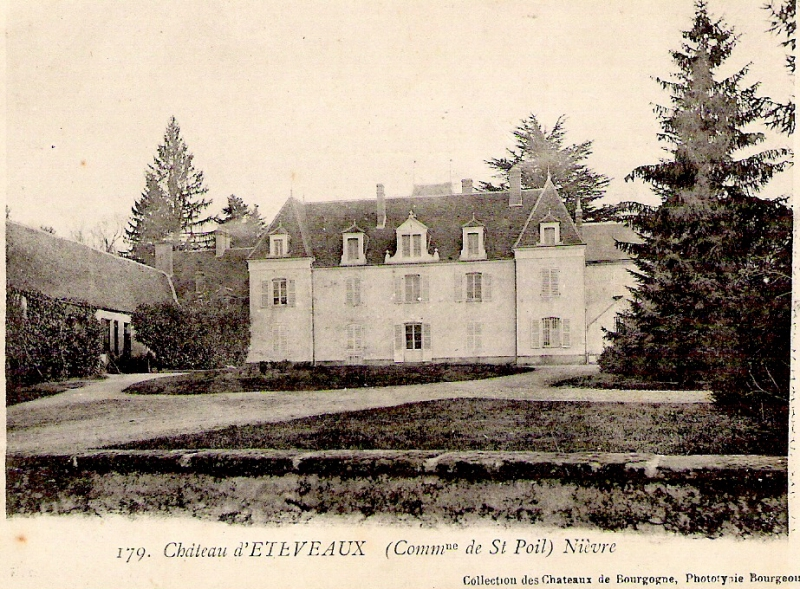
Schloss Ettevaux
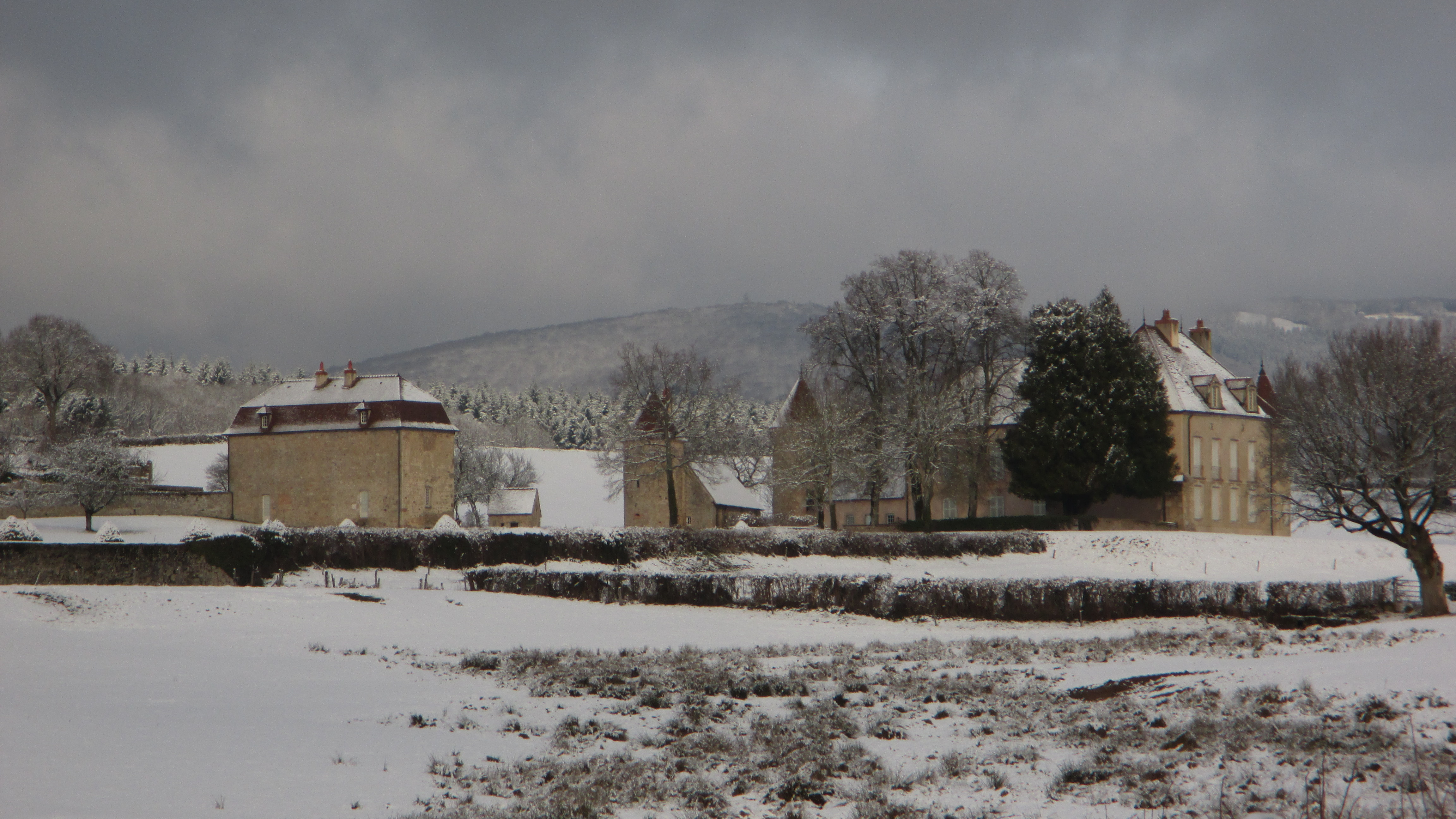
Schloss Mousseau
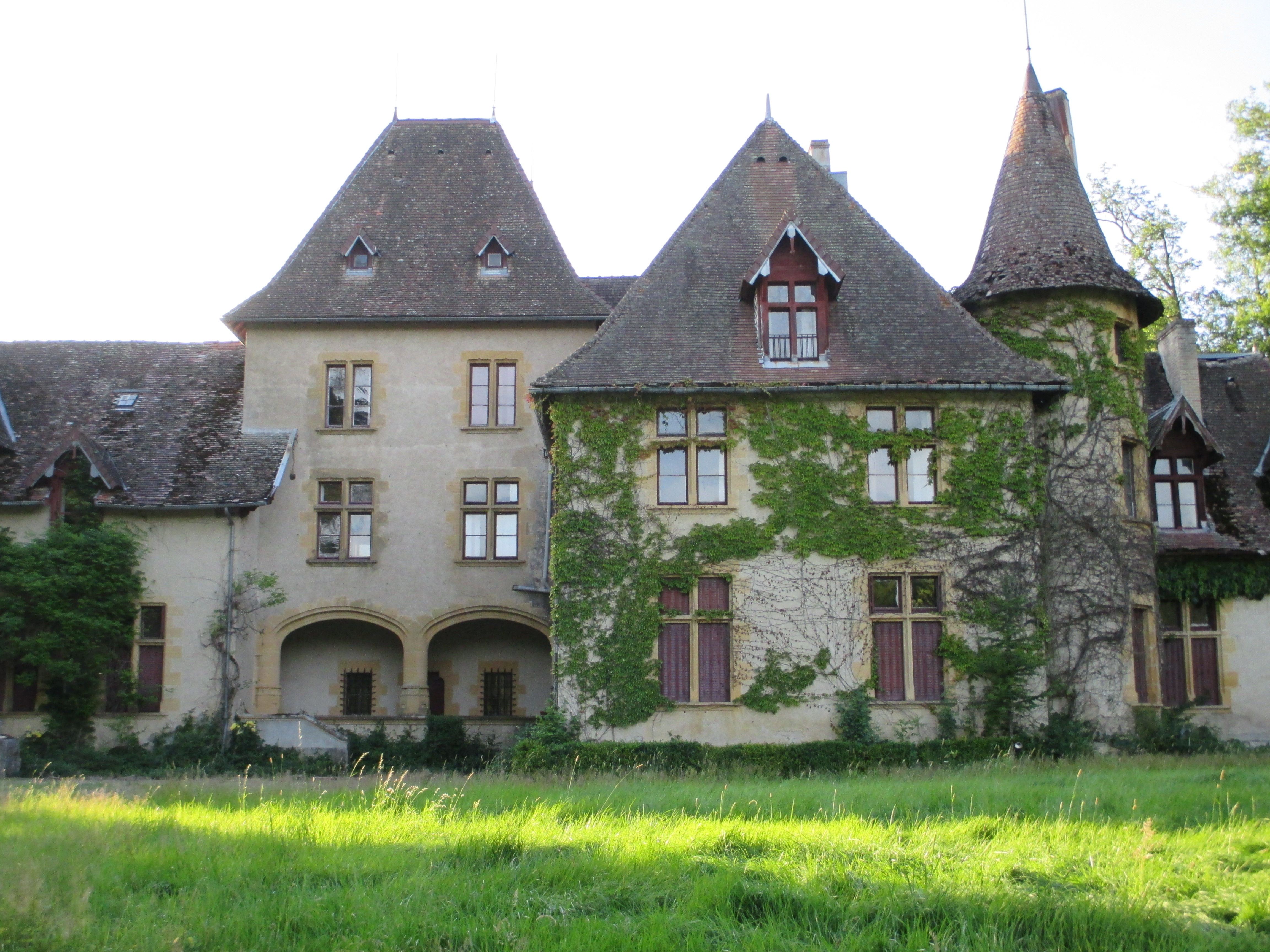
Schloss Pierrefitte
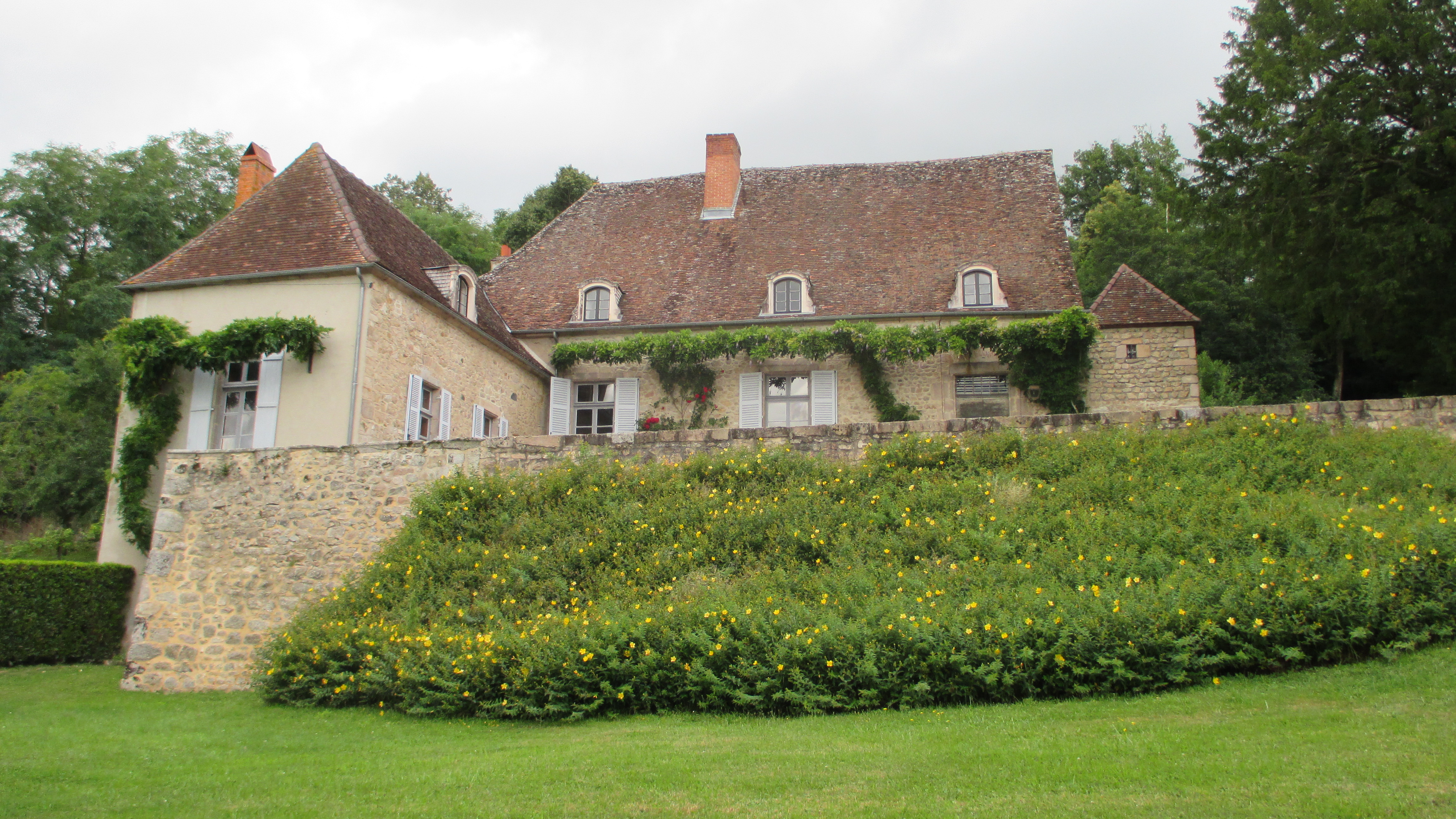
Schloss Thil
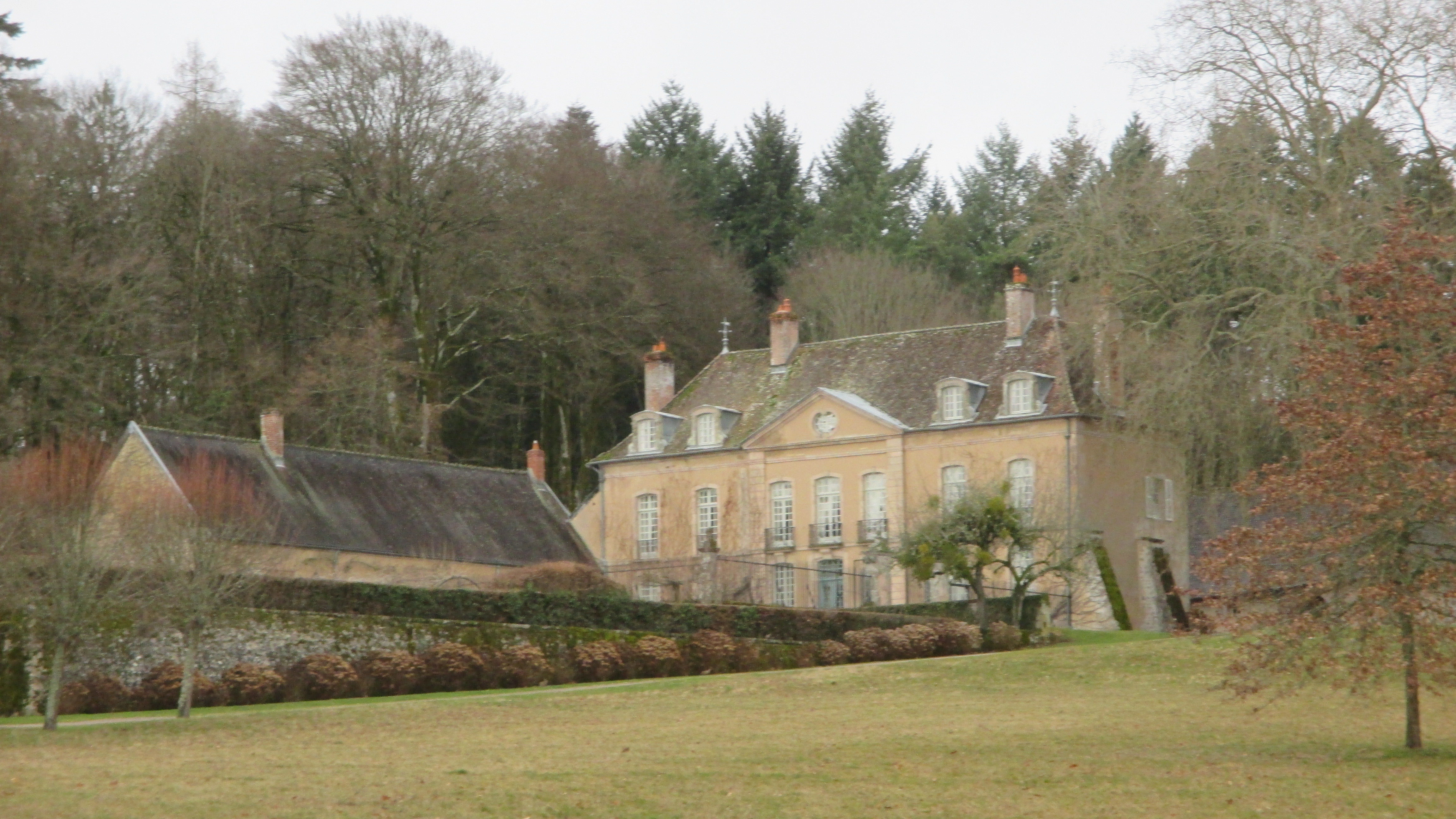
Schloss Villette